# 2018년 룩소르 열기구 추락 사고
2018년 1월 5일 이집트 룩소르 주 룩소르에서 열기구가 추락하는 사고가 발생하였다. 이 사고로 최소 1명이 숨지고, 12명이 다쳤다.

## 같이 보기
- 2013년 룩소르 열기구 추락 사고